# Eureka Tower
Eureka Tower ist der Name eines Wolkenkratzers in der australischen Millionenmetropole Melbourne.

## Lage
Der Eureka Tower befindet sich im Zentrum von Melbourne an der Southbank Promenade, einer exklusiven Flaniermeile entlang des Yarra River.

## Bau
Die Bauarbeiten für den Eureka Tower begannen im Jahr 2001 und wurden 2006 abgeschlossen. Das Projekt, das umgerechnet 290 Millionen Euro gekostet haben soll, wurde vom international anerkannten Architekturbüro Fender Katsalidis entworfen, das bereits für eindrucksvolle Bauten wie das Ian Potter Museum of Art, den Republic Tower und den New Quay Precinct verantwortlich ist.

## Details
Der Eureka Tower ist heute (2021) mit einer Höhe von 297,3 Metern das zweithöchste Gebäude Melbournes (nur überragt vom Australia 108) und das dritthöchste Wohngebäude Australiens (nach besagtem Australia 108 sowie dem Q1 Tower in Surfers Paradise). Er gehört auch weltweit zu den höchsten Wolkenkratzern und ist der vierthöchste der Südhalbkugel.
Im 88. Stockwerk in 285 Metern Höhe gibt es eine Aussichtsplattform namens Eureka Skydeck mit öffentlichen Flächen und Restaurants. Sie kann mit den schnellsten Aufzügen der südlichen Hemisphäre erreicht werden, welche eine Geschwindigkeit von über neun Metern pro Sekunde aufweisen und für die 88 Stockwerke nur 40 Sekunden benötigen. Das Gebäude hat insgesamt 92 Stockwerke, 3.680 Treppenstufen und 52.000 Quadratmeter Glasfensterfläche. Im 90. und 91. Stock befindet sich ein Wassertank mit 300.000 Litern Kapazität, um das Gebäude gegen Schwankungen zu stabilisieren. Bei Starkwind schwankt es max. um 30 Zentimeter. Das Skydeck bietet einen Rundumblick auf den Central Business District (CBD), die Botanical Gardens, die Suburbs und die weitere Umgebung Melbournes mit der Bergkette der Dandenongs und der Port Phillip Bay. Zudem befindet sich im Skydeck auch eine Art Würfelplattform aus milchigen Glasscheiben namens „The Edge“, die ca. drei Meter weit aus dem Gebäude herausgefahren werden kann und auf Knopfdruck durchsichtig wird.

Eureka Tower bei Nacht von den Rialto Towers aus gesehen